# 한국프로농구 포스트시즌 1997
1997 FILA배 프로 농구의 포스트시즌은 1997년 4월 2일부터 시작하여 5월 1일까지 진행되었다. 부산 기아 엔터프라이즈가 프로 농구 원년 정규 리그 우승을 차지했으며 안양 SBS는 정규 시즌에서 2위를 차지하면서 4강에 직행하였다. 한편 시즌 개막 전까지 약체로 평가받던 원주 나래 블루버드가 6강 플레이오프에 진출하는 이변을 일으켰으며 전통의 실업 명가 출신인 대전 현대 다이냇와 수원 삼성 썬더스가 포스트 시즌 진출에 실패하는 굴욕을 겪었다.

## 순위
| 성적 | 팀                     | 승 | 패 | 승률  | 승차 | 비고        |  |
| ---- | ---------------------- | -- | -- | ----- | ---- | ----------- |  |
| 1    | 부산 기아 엔터프라이즈 | 16 | 5  | 0.762 | -    | 4강 PO 직행 |  |
| 2    | 안양 SBS 스타즈        | 14 | 7  | 0.667 | 2    | 4강 PO 직행 |  |
| 3    | 원주 나래 블루버드     | 13 | 8  | 0.619 | 3    | 6강 PO      |  |
| 4    | 대구 동양 오리온스     | 11 | 10 | 0.524 | 5    | 6강 PO      |  |
| 5    | 광주 나산 플라망스     | 9  | 12 | 0.429 | 7    | 6강 PO      |  |
| 6    | 인천 대우증권 제우스   | 8  | 13 | 0.381 | 8    | 6강 PO      |  |
| 7    | 대전 현대 다이냇       | 7  | 14 | 0.333 | 9    |             |  |
| 8    | 수원 삼성 썬더스       | 6  | 15 | 0.286 | 10   |             |  |

| 성적 | 팀                     | 승 | 패 | 승률  | 승차 | 비고      |
| ---- | ---------------------- | -- | -- | ----- | ---- | --------- |
| 1    | 부산 기아 엔터프라이즈 | 16 | 5  | 0.762 | -    | 통합 우승 |
| 2    | 원주 나래 블루버드     | 13 | 8  | 0.619 | 3    |           |
| 3    | 안양 SBS 스타즈        | 14 | 7  | 0.667 | 2    |           |
| 4    | 대구 동양 오리온스     | 11 | 10 | 0.524 | 5    |           |
| 5    | 광주 나산 플라망스     | 9  | 12 | 0.429 | 7    |           |
| 6    | 인천 대우증권 제우스   | 8  | 13 | 0.381 | 8    |           |
| 7    | 대전 현대 다이냇       | 7  | 14 | 0.333 | 9    |           |
| 8    | 수원 삼성 썬더스       | 6  | 15 | 0.286 | 10   |           |

- 1997년 대한민국 프로 농구 참조

## 토너먼트표
|  | 6강 플레이오프 | 6강 플레이오프 | 6강 플레이오프 |  |  | 4강 플레이오프 | 4강 플레이오프 | 4강 플레이오프 |           |   | 챔피언 결정전 | 챔피언 결정전 | 챔피언 결정전 |  |
|  |                |                |                |  |  |                |                |                |           |   |               |               |               |  |
|  | 4              | 대구 동양      | 4              |  |  |                |                |                |           |   |               |               |               |  |
|  | 5              | 광주 나산      | 1              |  |  | 1              | 부산 기아      | 4              |           |   |               |               |               |  |
|  |                |                |                |  |  | 4              | 대구 동양      | 2              |           |   |               |               |               |  |
|  |                |                |                |  |  |                |                |                |           |   | 1             | 부산 기아     | 4             |  |
|  | 3              | 원주 나래      | 4              |  |  |                |                | 3              | 원주 나래 | 1 |               |               |               |  |
|  | 6              | 인천 대우      | 2              |  |  | 2              | 안양 SBS       | 1              |           |   |               |               |               |  |
|  |                |                |                |  |  | 3              | 원주 나래      | 4              |           |   |               |               |               |  |

## 6강 플레이오프

### 1차전
| 1997년 4월 1일 대구 실내 체육관 | 대구 동양 오리온스 | 82 | 25 (1Q) 22 23 (2Q) 20 23 (3Q) 19 11 (4Q) 17 | 78 | 광주 나산 플라망스 |

| 1997년 4월 2일 원주 치악 체육관 | 원주 나래 블루버드 | 103 | 29 (1Q) 25 21 (2Q) 22 33 (3Q) 32 20 (4Q) 23 | 102 | 인천 대우증권 제우스 |

### 2차전
| 1997년 4월 2일 대구 실내 체육관 | 대구 동양 오리온스 | 91 | 18 (1Q) 22 16 (2Q) 26 35 (3Q) 29 22 (4Q) 12 | 89 | 광주 나산 플라망스 |

| 1997년 4월 3일 원주 치악 체육관 | 원주 나래 블루버드 | 109 | 28 (1Q) 27 31 (2Q) 23 31 (3Q) 31 19 (4Q) 38 | 119 | 인천 대우증권 제우스 |

### 3차전
| 1997년 4월 4일 목포 실내 체육관 | 광주 나산 플라망스 | 89 | 15 (1Q) 30 16 (2Q) 10 24 (3Q) 31 34 (4Q) 30 | 101 | 대구 동양 오리온스 |

| 1997년 4월 5일 인천 실내 체육관 | 인천 대우증권 제우스 | 102 | 18 (1Q) 30 24 (2Q) 26 28 (3Q) 29 32 (4Q) 15 | 100 | 원주 나래 블루버드 |

### 4차전
| 1997년 4월 5일 목포 실내 체육관 | 광주 나산 플라망스 | 123 | 32 (1Q) 27 29 (2Q) 24 26 (3Q) 23 36 (4Q) 32 | 106 | 대구 동양 오리온스 |

| 1997년 4월 6일 인천 실내 체육관 | 인천 대우증권 제우스 | 74 | 19 (1Q) 27 14 (2Q) 22 21 (3Q) 25 20 (4Q) 29 | 103 | 원주 나래 블루버드 |

### 5차전
| 1997년 4월 7일 서울 올림픽공원 제 2 체육관 | 대구 동양 오리온스 | 81 | 27 (1Q) 24 18 (2Q) 14 17 (3Q) 20 19 (4Q) 15 | 73 | 광주 나산 플라망스 |

- 대구 동양 오리온스 4강 PO 진출

| 1997년 4월 8일 서울 올림픽공원 제 2 체육관 | 원주 나래 블루버드 | 94 | 21 (1Q) 16 18 (2Q) 19 27 (3Q) 22 28 (4Q) 27 | 84 | 인천 대우증권 제우스 |

### 6차전
| 1997년 4월 9일 서울 올림픽공원 제 2 체육관 | 원주 나래 블루버드 | 116 | 29 (1Q) 33 22 (2Q) 23 34 (3Q) 20 31 (4Q) 33 | 109 | 인천 대우증권 제우스 |

- 원주 나래 블루버드 4강 PO 진출

## 4강 플레이오프

### 1차전
| 1997년 4월 13일 대구 실내 체육관 | 대구 동양 오리온스 | 104 | 29 (1Q) 23 25 (2Q) 15 25 (3Q) 25 25 (4Q) 38 | 101 | 부산 기아 엔터프라이즈 |

| 1997년 4월 14일 서울 올림픽공원 제 2 체육관 | 안양 SBS 스타즈 | 92 | 24 (1Q) 28 33 (2Q) 24 21 (3Q) 25 14 (4Q) 23 | 100 | 원주 나래 블루버드 |

### 2차전
| 1997년 4월 14일 대구 실내 체육관 | 대구 동양 오리온스 | 101 | 14 (1Q) 24 21 (2Q) 28 26 (3Q) 28 27 (4Q) 24 | 104 | 부산 기아 엔터프라이즈 |

| 1997년 4월 15일 서울 올림픽공원 제 2 체육관 | 안양 SBS 스타즈 | 92 | 34 (1Q) 28 19 (2Q) 27 17 (3Q) 12 22 (4Q) 33 | 100 | 원주 나래 블루버드 |

### 3차전
| 1997년 4월 16일 부산 사직 체육관 | 부산 기아 엔터프라이즈 | 94 | 20 (1Q) 20 18 (2Q) 15 25 (3Q) 16 31 (4Q) 22 | 73 | 대구 동양 오리온스 |

| 1997년 4월 17일 원주 치악 체육관 | 원주 나래 블루버드 | 90 | 28 (1Q) 23 25 (2Q) 21 16 (3Q) 25 21 (4Q) 20 | 89 | 안양 SBS 스타즈 |

### 4차전
| 1997년 4월 16일 부산 사직 체육관 | 부산 기아 엔터프라이즈 | 78 | 14 (1Q) 24 27 (2Q) 24 19 (3Q) 24 18 (4Q) 28 | 100 | 대구 동양 오리온스 |

| 1997년 4월 17일 원주 치악 체육관 | 원주 나래 블루버드 | 86 | 12 (1Q) 27 33 (2Q) 26 28 (3Q) 33 13 (4Q) 20 | 106 | 안양 SBS 스타즈 |

### 5차전
| 1997년 4월 19일 서울 올림픽공원 제 2 체육관 | 부산 기아 엔터프라이즈 | 93 | 20 (1Q) 19 29 (2Q) 27 15 (3Q) 18 29 (4Q) 16 | 80 | 대구 동양 오리온스 |

| 1997년 4월 20일 서울 올림픽공원 제 2 체육관 | 원주 나래 블루버드 | 99 | 25 (1Q) 25 25 (2Q) 13 20 (3Q) 22 29 (4Q) 29 | 89 | 안양 SBS 스타즈 |

- 원주 나래 블루버드 챔피언 결정전 진출

### 6차전
| 1997년 4월 20일 서울 올림픽공원 제 2 체육관 | 부산 기아 엔터프라이즈 | 95 | 23 (1Q) 17 27 (2Q) 25 20 (3Q) 20 25 (4Q) 24 | 86 | 대구 동양 오리온스 |

- 부산 기아 엔터프라이즈 챔피언 결정전 진출

## 챔피언 결정전

### 1차전
| 1997년 4월 25일 부산 사직 체육관 | 부산 기아 엔터프라이즈 | 100 | 24 (1Q) 33 27 (2Q) 23 21 (3Q) 30 28 (4Q) 27 | 113 | 원주 나래 블루버드 |

### 2차전
| 1997년 4월 26일 부산 사직 체육관 | 부산 기아 엔터프라이즈 | 117 | 33 (1Q) 13 32 (2Q) 22 30 (3Q) 25 22 (4Q) 23 | 83 | 원주 나래 블루버드 |

### 3차전
| 1997년 4월 28일 원주 치악 체육관 | 원주 나래 블루버드 | 75 | 24 (1Q) 28 23 (2Q) 18 12 (3Q) 25 16 (4Q) 20 | 91 | 부산 기아 엔터프라이즈 |

### 4차전
| 1997년 4월 29일 원주 치악 체육관 | 원주 나래 블루버드 | 90 | 23 (1Q) 26 21 (2Q) 26 28 (3Q) 26 18 (4Q) 23 | 101 | 부산 기아 엔터프라이즈 |

### 5차전
| 1997년 5월 1일 서울 올림픽공원 제 2 체육관 | 부산 기아 엔터프라이즈 | 107 | 32 (1Q) 24 17 (2Q) 18 20 (3Q) 13 38 (4Q) 35 | 90 | 원주 나래 블루버드 |

- 부산 기아 엔터프라이즈 4승 1패로 우승

## 트라비아
- 부산 기아 엔터프라이즈가 한국 프로 농구 역사상 첫 번째 통합 우승을 차지했다.
- 포스트 시즌 내내 단 한 번의 연장전도 치러지지 않은 첫 번째 시즌이다.